# Кокошкин, Иван Алексеевич
Ива́н Алексе́евич Коко́шкин (1765—1835) — русский писатель. Двоюродный брат драматурга Ф. Ф. Кокошкина.
С 1818 член Вольного общества любителей российской словесности. 
Комедия Кокошкина: «Поход под шведа» (изд. анонимно, СПб., 1790), с успехом шла на санкт-петербургской сцене и часто исполнялась в Эрмитаже, забавляя Екатерину намеками на «злобу дня» того времени и изображением трусости изнеженных гвардейцев.
Имел чин классного чиновника.
Написал также: «Стансы: Екатерина II» (СПб., 1790).